# القمة العربية المصغرة 2025
القمة العربية المصغرة 2025 هي قمة مصغرة من عقدت في يوم الجمعة 21 فبراير 2025 في مدينة الرياض بالمملكة العربية السعودية برئاسة الأمير محمد بن سلمان آل سعود ولي العهد رئيس مجلس الوزراء بالمملكة العربية السعودية ، وعقدت القمة لبحث خطة عربية شاملة لإعادة إعمار قطاع غزة بعد أحداث أكتوبر 2023 وبحث الرد على خطة رئيس الولايات المتحدة الأمريكية دونالد ترامب بشأن تهجير سكان غزة والذي رفضتها جميع الدول العربية.
أكدت السعودية أن الاجتماع هو "لقاء أخوي غير رسمي"، وأن قراراته ستكون ضمن جدول أعمال القمة العربية الطارئة التي ستقعد في مصر في الرابع من آذار/مارس. في ي ظل سعي عربي لتقديم خطة مضادة لمقترح الرئيس الأميركي دونالد ترامب القاضي بتهجير الفلسطينيين من قطاع غزة إلى مصر والأردن.

## المشاركون

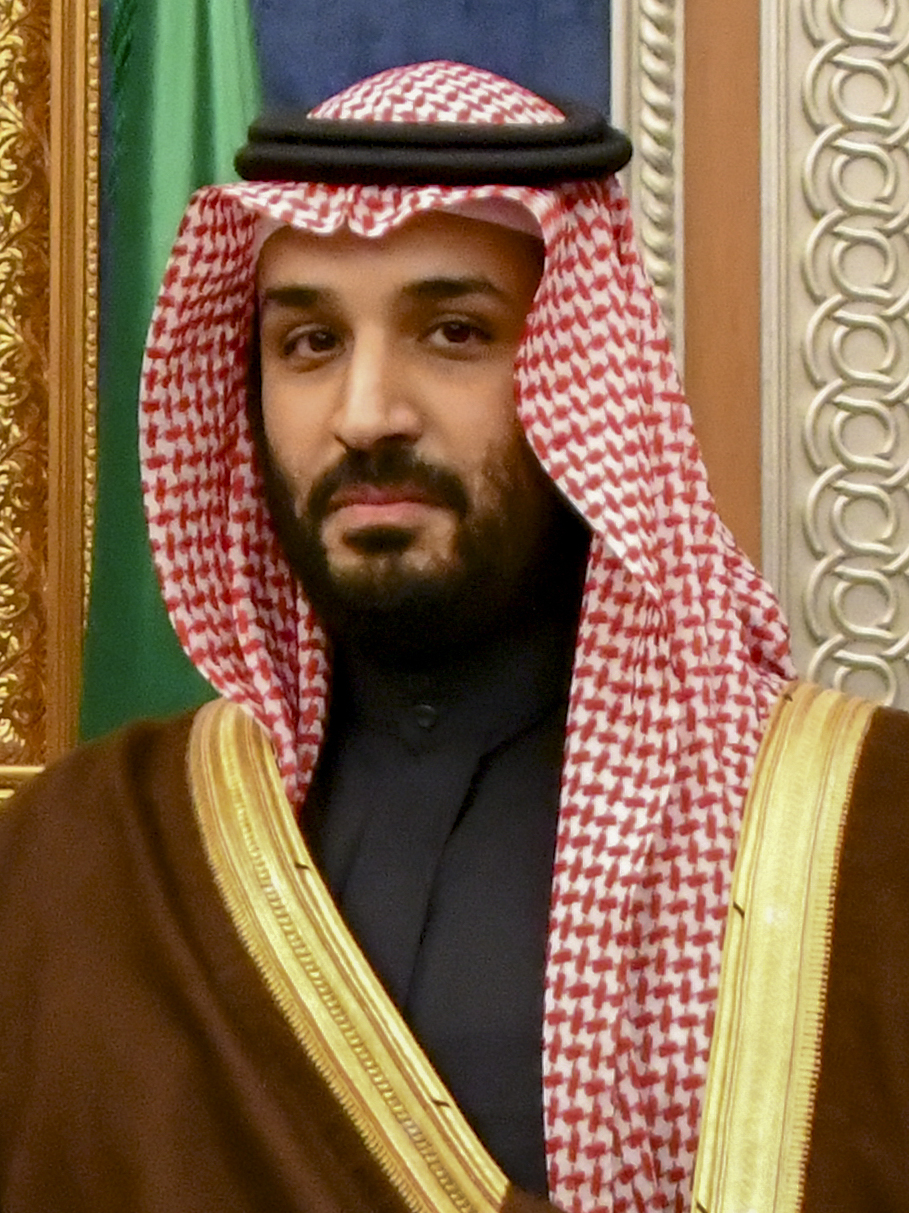
المملكة العربية السعودية صاحب السمو الملكي الأمير محمد بن سلمان آل سعود ولي العهد رئيس مجلس الوزراء (رئيس الإجتماع)
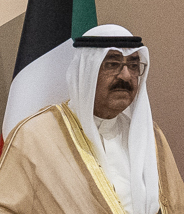
دولة الكويت صاحب السمو الشيخ مشعل الأحمد الجابر الصباح أمير دولة الكويت
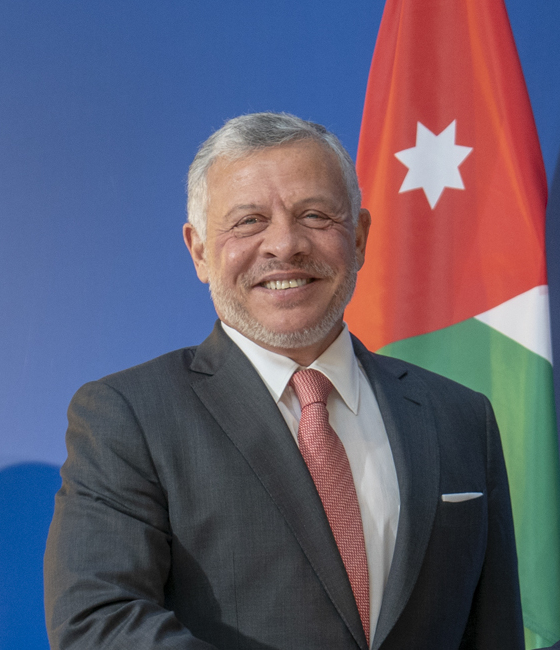
المملكة الأردنية الهاشمية صاحب الجلالة الملك عبدالله الثاني بن الحسين ملك المملكة الاردنية الهاشمية
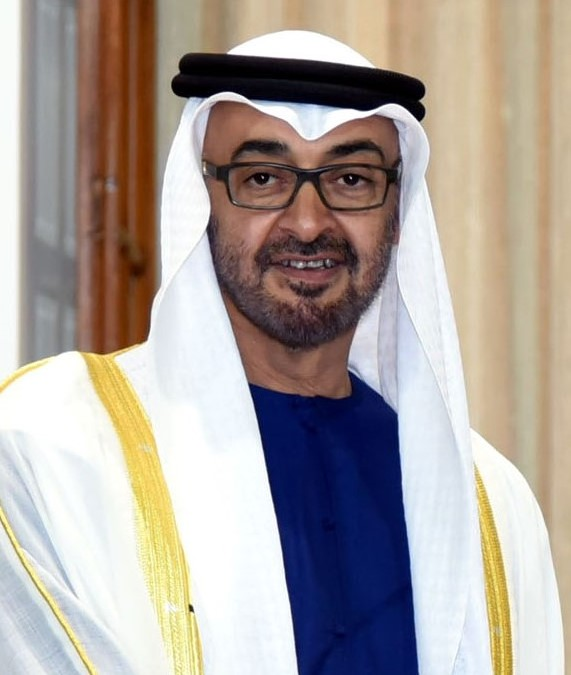
دولة الإمارات العربية المتحدة صاحب السمو الشيخ محمد بن زايد آل نهيان رئيس دولة الإمارات العربية المتحدة
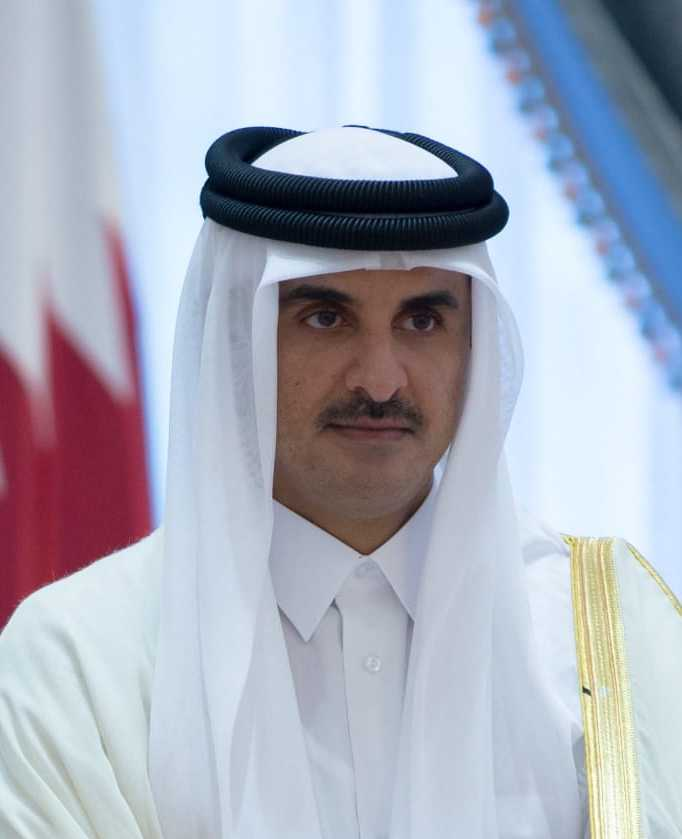
دولة قطر صاحب السمو الشيخ تميم بن حمد آل ثاني أمير دولة قطر
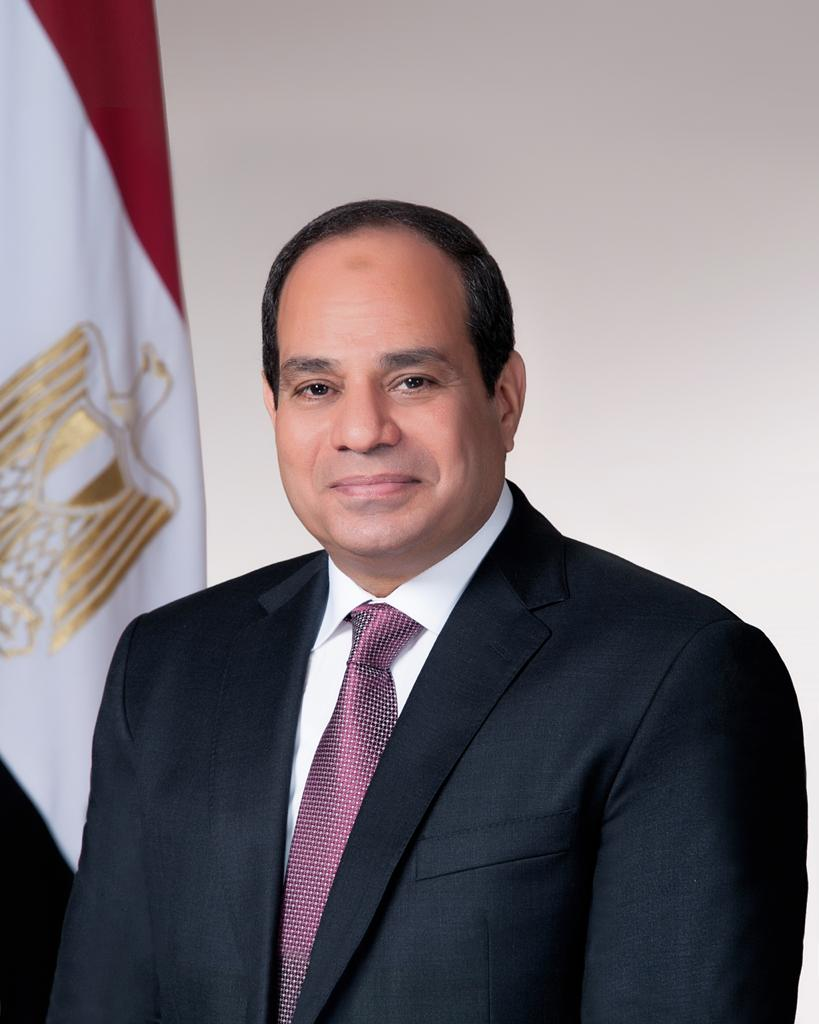
جمهورية مصر العربية فخامة الرئيس عبدالفتاح السيسي رئيس جمهورية مصر العربية
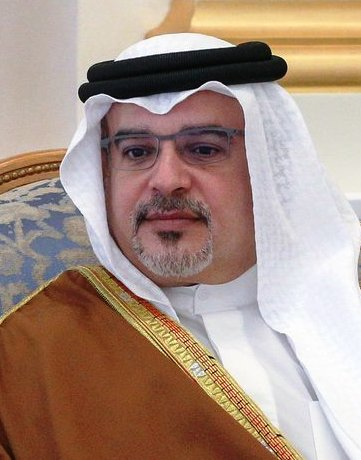
مملكة البحرين صاحب السمو الملكي الأمير سلمان بن حمد آل خليفة ولي العهد رئيس مجلس الوزراء
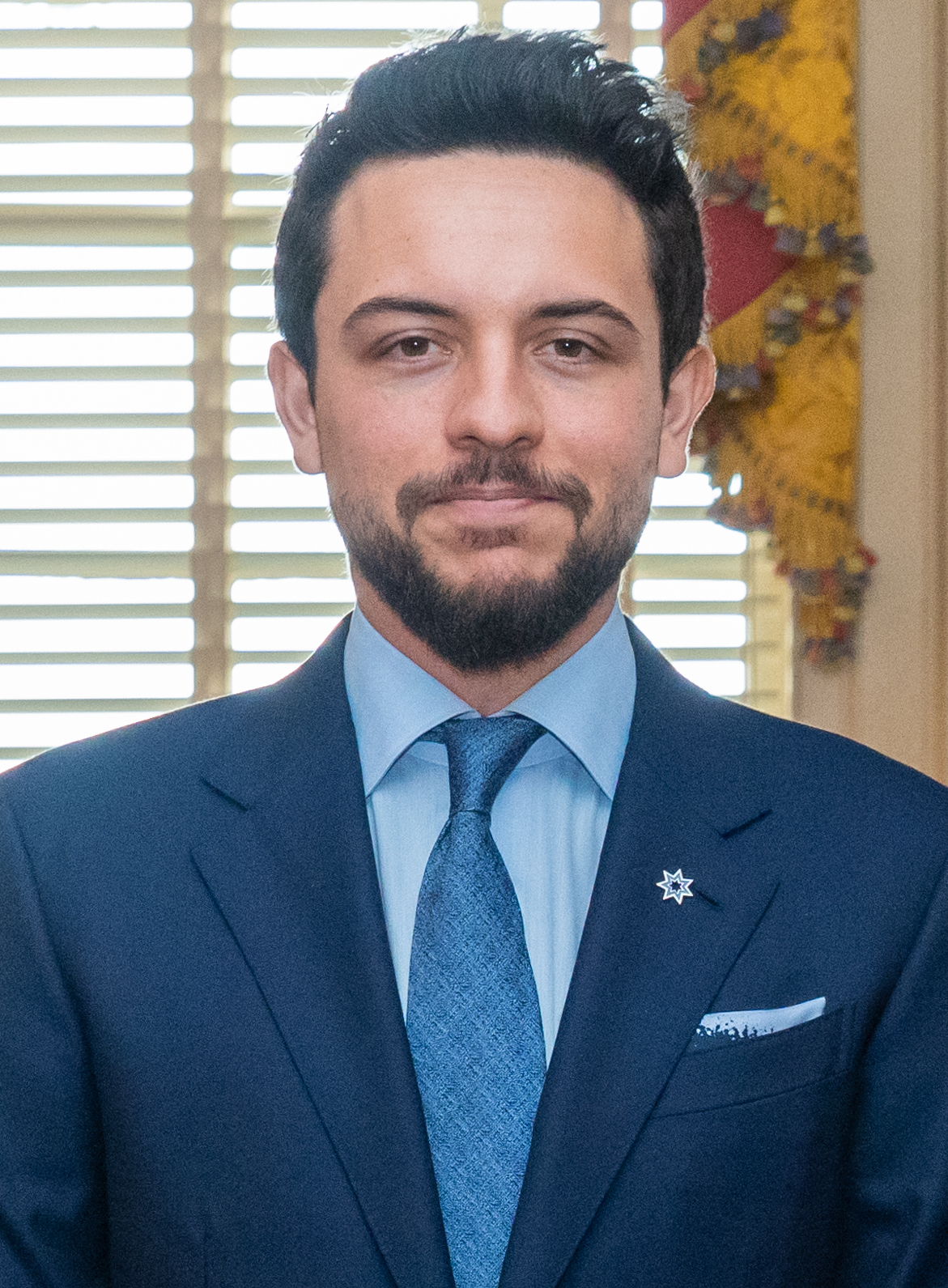
صاحب السمو الملكي الأمير الحسين بن عبدالله الثاني ولي عهد المملكة الأردنية الهاشمية
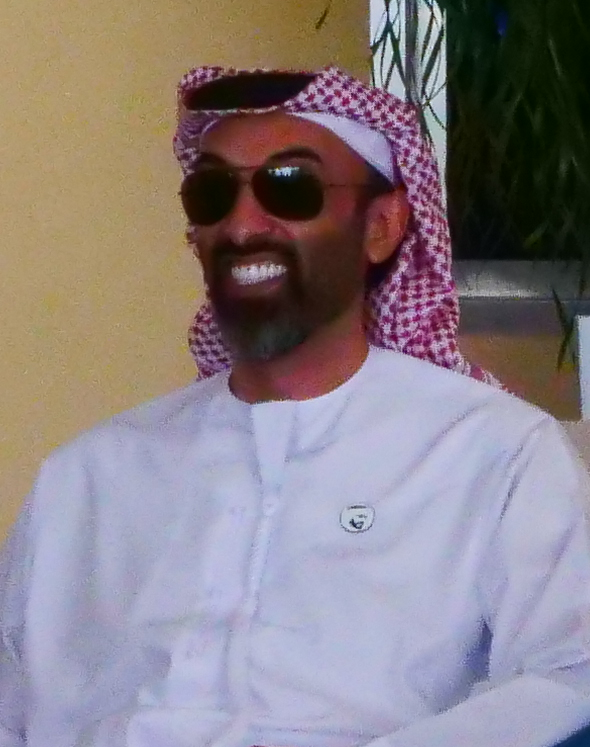
سمو الشيخ طحنون بن زايد آل نهيان نائب حاكم أبوظبي مستشار الأمن الوطني